# Charlie Aldridge
Charlie Aldridge (* 3. April 2001 in Perth) ist ein britischer Mountainbiker.

## Sportlicher Werdegang
Aldridge wuchs in Perth und Crieff auf; in seiner Jugend fuhr er zunächst Ski, bevor er sich dem Radsport widmete und neben Mountainbikesport auch Cyclocross betrieb.
2018, in seinem ersten Jahr als Junior, wurde er Zweiter der britischen Meisterschaften im Cross-Country (XCO) und hatte mehrere Erfolge in der nationalen britischen Rennserie. Im Jahr darauf siegte er mehrmals in der UCI Junior Series XCO und gewann bei den Weltmeisterschaften im kanadischen Mont Sainte-Anne den Titel bei den Junioren.
In der U23 musste er zunächst auf Erfolge warten. Seinen Durchbruch hatte er 2022; in diesem Jahr wurde er britischer U23-Meister im XCO sowie in der Elite im Short Track (XCC). Bei den U23-Europameisterschaften in Anadia gewann er Silber im XCO und Gold im XCC (von der UEC als Elite-Meisterschaft deklariert). Zugleich studierte er Maschinenbau an der Universität Edinburgh. 2023 gewann er die britischen Elite-Meisterschaften im XCO und XCC. Der vorläufige Höhepunkt seiner Karriere war der Sieg im U23-Rennen der Mountainbike-Weltmeisterschaften im heimischen Schottland.
Ab 2024 nahm Aldrige auch im Weltcup an den Elite-Wettkämpfen teil und stand im Shorttrack-Rennen von Les Gets als Zweiter erstmals auf dem Podium. Der britische Radsportverband nominierte ihn für das olympische Mountainbikerennen, das er auf dem achten Rang abschloss. Einen Monat darauf wurde er Vize-Weltmeister im Shorttrack und Vierter über die olympische Distanz.

## Erfolge
2019
 Weltmeister – XCO (Junioren)
2022
 Europameister – XCC
 Europameisterschaften – XCO (U23)
 Britischer Meister – XCC
 Britischer Meister – XCO (U23)
2023
 Britischer Meister – XCO, XCC
 Weltmeister – XCO (U23)
 Europameisterschaften – XCO (U23)
2024
 Weltmeisterschaften – XCC